# Schloss Ambras

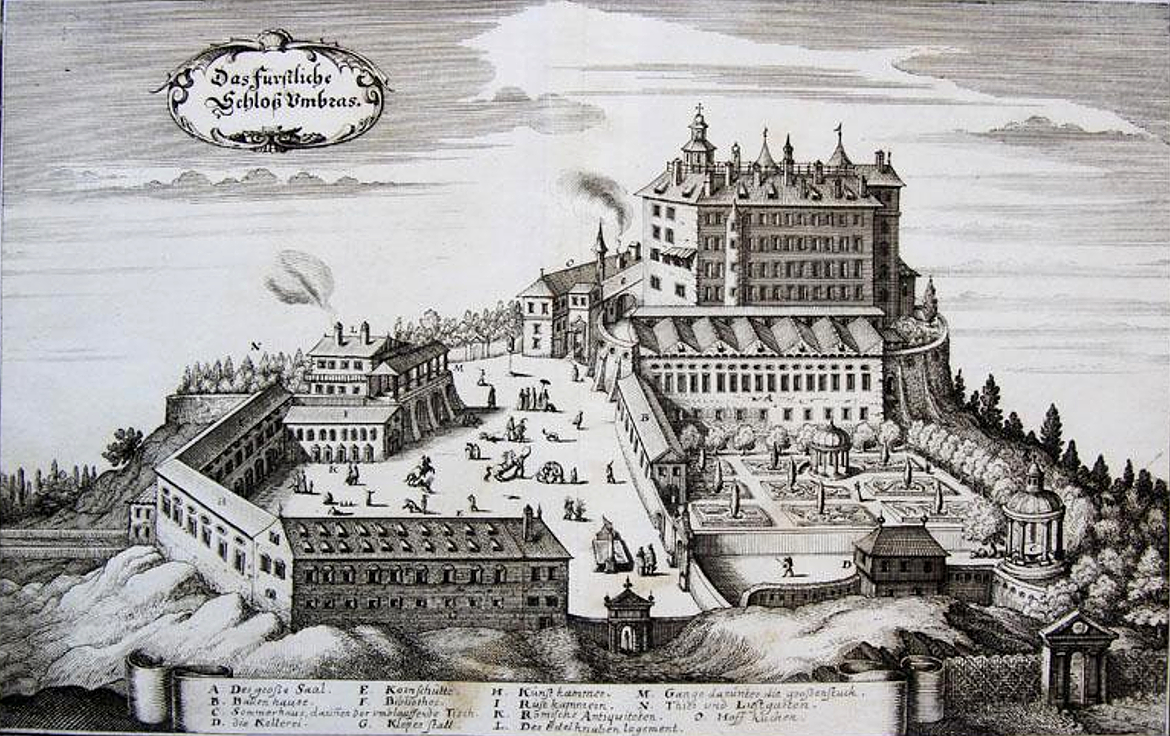
Het Schloss Ambras op een ets van Matthäus Merian

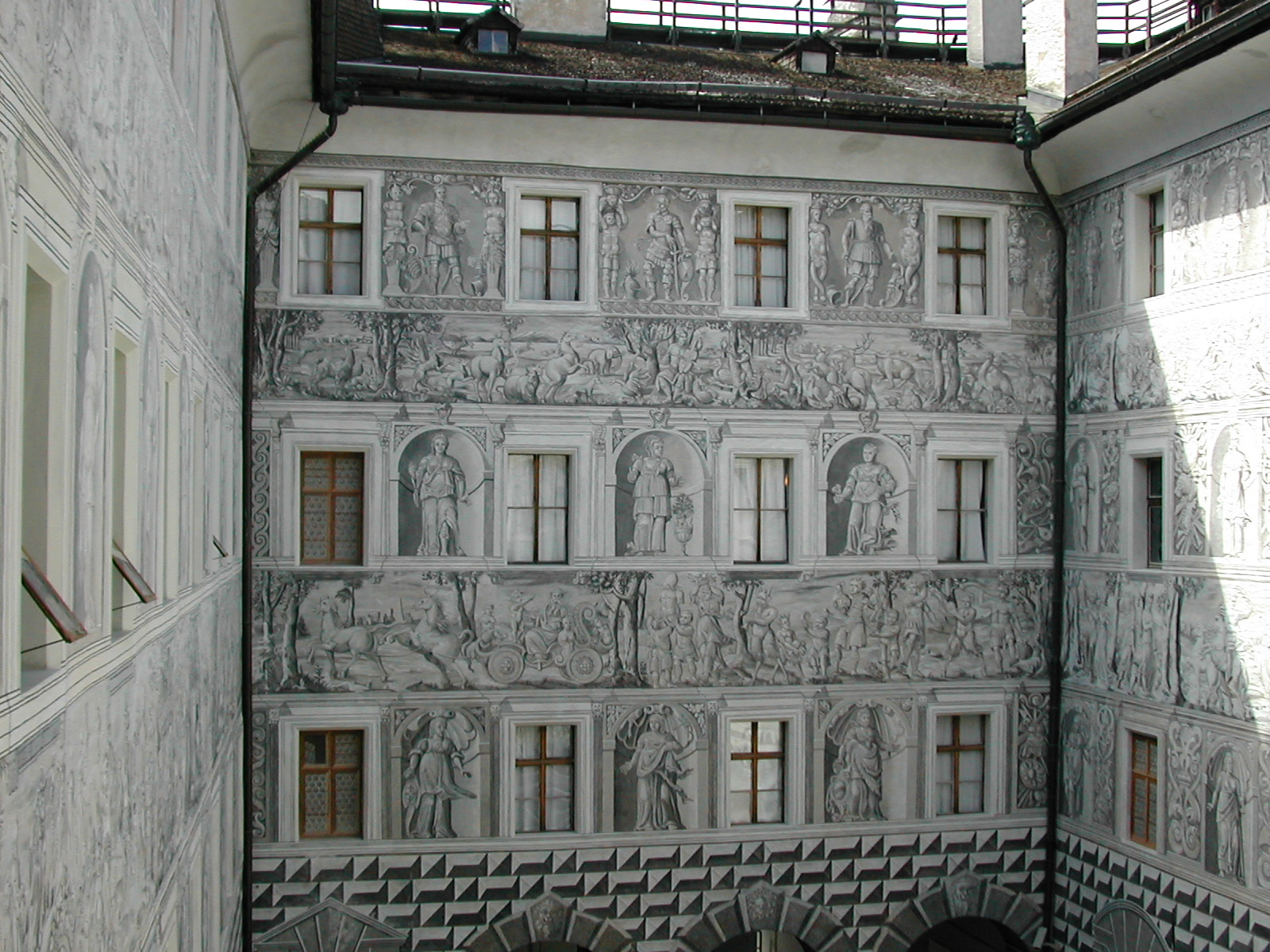
Façade op het binnenhof

Schloss Ambras is een kasteel in Amras, een stadsdeel van Innsbruck, de hoofdstad van de Oostenrijkse deelstaat Tirol.
Het Schloss Ambras is een dependance van het Kunsthistorisches Museum Wien in Wenen. Het kasteel werd in renaissancestijl gebouwd door Aartshertog Ferdinand II van Oostenrijk (1529-1595), die hier zijn portret- en harnasverzameling onderbracht. Aartshertog Ferdinand II was een van de belangrijkste verzamelaars van de Habsburgse familie. Hij stichtte de prachtige collecties van het kasteel van Ambras en gaf opdracht tot de bouw van een museum om ze onder te brengen in de kamers van het "Unterschloss)" (lager gelegen kasteel), die werden gebouwd volgens de meest vooruitstrevende ideeën van zijn tijd. De drie wapenkamers en de Kunst- en Wunderkamer zijn vanaf het begin als museum ontworpen en gebruikt. Schloss Ambras Innsbruck is daarmee vandaag de dag het oudste museum ter wereld.
Naast de merkwaardige verzamelingen (kunst- en rariteitenkabinet) is de bezienswaardige, 43 meter lange Spaanse zaal te vinden. Een ander pronkstuk is de Habsburger Porträtgalerie in het bovenkasteel. Een permanente tentoonstelling is gewijd aan Philippine Welser, de vrouw van Ferdinand II. In de zomer worden in het kasteel concerten georganiseerd. Rondom Schloss Ambras ligt het Schlosspark, een tuin aangelegd in Engelse stijl.
De eerste zilveren Euroherdenkingsmunt van Oostenrijk toont dit kasteel.

## Geschiedenis
Op de plek van het huidige Slot Ambras stond aanvankelijk de burcht van de graven van Andechs, waarvan thans niets meer over is. Hun voorvaders zouden hier reeds in de 10e eeuw ad umbras (in de schaduw) hebben gewoond. In 1133 werd de burcht door Hendrik de Trotse vernield, om honderdvijftig jaar later weer te worden opgebouwd. De laatste graaf uit het geslacht Andechs, Otto II van Meranië, was getrouwd met Elisabeth, de dochter van graaf Albert IV van Tirol. Na de dood van Otto in 1248 verkreeg Albert al diens grondgebied. In 1253 stierf ook Albert en viel Ambras ten deel aan de tweede echtgenoot van Elisabeth, Gebhard VII van Grögling-Hirschberg. Elisabeth stierf echter in 1256 zonder kinderen, zodat Meinhard I van Tirol, de echtgenoot van Adelheid, de andere dochter van Albert IV, Ambras erfde. Na de dood van de laatste nakomeling uit het huis Gorizia, Margaretha Maultasch, ging het kasteel in 1363 over naar het huis Habsburg.